# NGC 2509
NGC 2509 ist ein offener Sternhaufen im Sternbild Puppis und wurde am 3. Dezember 1783 von William Herschel entdeckt. NGC 2509 wurde von Johan Ludvig Emil Dreyer, als "Cluster, hell, ziemlich reich, leicht komprimiert, kleine Sterne" beschrieben.